# Carum
Carum es un género con alrededor de 20 especies de plantas de la familia Apiaceae, nativa de las regiones templadas del Viejo Mundo. La especie más importante es la alcaravea  (C. carvi), que es extensamente utilizada como especia culinaria.

## Descripción
Son hierbas perennes. Hojas 1-2 pinnatisectas con lóbulos aparentemente verticilados a lo largo del raquis. Dientes del cáliz apenas desarrollados. Pétalos emarginados, blancos. Frutos oblongoideos o elipsoideos, con costillas primarias prominentes; con 1 vita por valécula y 2 vitas comisurales. Endospermo plano.

## Taxonomía
El género fue descrito por Carolus Linnaeus y publicado en Species Plantarum 1: 263. 1753. La especie tipo es: Carum carvi
Etimología
La etimología de la alcaravea es compleja y poco conocida. La alcaravea ha sido llamada por muchos nombres en diferentes regiones, con nombres que derivan del latín cuminum (comino), el griego karon (de nuevo, el comino), que fue adaptado al latín como carum (ahora con el significado de alcaravea), y el sánscrito karavi, a veces traducido como "alcaravea" pero otras veces puede entenderse como "hinojo".

## Especies
- Carum atrosanguineum
- Carum bretschneideri
- Carum buriaticum
- Carum carvi
- Carum diversifolium
- Carum foetidum
- Carum incrassatum Boiss
- Carum heldreichii Boiss
- Carum multiflorum Boiss
- Carum rigidulum (Viv.) Koch
- Carum verticillatum